# Straż Parku
Straż Parku – umundurowana i uzbrojona formacja o uprawnieniach policyjnych, klasyfikowana jako straż ochrony przyrody i zaliczana do policji administracyjnych. Jej funkcjonariusze wykonują zadania związane z ochroną mienia oraz zwalczaniem przestępstw i wykroczeń w zakresie ochrony przyrody w polskich parkach narodowych. Funkcjonariusze Straży Parku są zaliczani do Służby Parku Narodowego.

## Funkcjonariusze i ich uprawnienia
Funkcjonariuszem Straży Parku może zostać osoba, która posiada obywatelstwo polskie, ukończyła 21 lat, ma pełną zdolność do czynności prawnych, nie została pozbawiona praw publicznych, posiada co najmniej wykształcenie średnie lub średnie branżowe, posiada nienaganną opinię właściwego miejscowo komendanta Policji, posiada odpowiedni stan zdrowia i nie była karana za przestępstwa.
Funkcjonariuszowi Straży Parku przysługuje prawo do m.in.: legitymowania osób podejrzanych o popełnienie przestępstwa lub wykroczenia oraz świadków, kontroli dowodów wniesienia opłat za wstęp do parku narodowego, zatrzymywania i przekazywania Policji osób podejrzanych o popełnienie przestępstwa lub wykroczenia, zatrzymywania i dokonywania kontroli środków transportu oraz przeglądania zawartości bagaży; przeszukiwania pomieszczeń i innych miejsc; kontroli podmiotów prowadzących działalność gospodarczą na terenie parku narodowego.
Funkcjonariusz Straży Parku może być wyposażony w broń bojową oraz broń myśliwską. W określonych przypadkach może użyć lub wykorzystać środki przymusu bezpośredniego i broń palną.
Część uprawnień strażników przysługuje również podleśniczym, leśniczym, nadleśniczym, zastępcom dyrektora oraz samemu dyrektorowi parku
W zależności od uzyskanych zgód pojazd służbowy straży parku może być wyposażony w pomarańczowe lub niebieskie światła błyskowe na dachu pojazdu.

### Oznaki służbowe
Wzory oznak noszonych na klapach marynarki do munduru wyjściowego (z wypustkami brązowymi):
| Patka (oznaka)                                                | Stanowisko                                                                  |
| ------------------------------------------------------------- | --------------------------------------------------------------------------- |
|                                                               | - Komendant Straży Parku.                                                   |
|                                                               | - Zastępca komendanta Straży Parku; - Dowódca grupy terenowej Straży Parku. |
|                                                               | - Starszy strażnik Straży Parku.                                            |
|                                                               | - Strażnik Straży Parku.                                                    |
| Źródło: Rozporządzenie ministra środowiska z 24 stycznia 2018 |                                                                             |

## Funkcjonowanie
Podstawową komórką organizacyjną Straży Parku jest posterunek Straży Parku. Kieruje nim komendant posterunku, który podlega dyrektorowi parku narodowego. W skład posterunku muszą wchodzić co najmniej dwie osoby. Dyrektor parku narodowego ma prawo utworzyć w ramach posterunku grupę terenową, którą kieruje dowódca grupy, podlegający komendantowi posterunku.
Funkcjonariusze Straży Parku wykonują służbę w terenie w co najmniej dwuosobowych patrolach, które organizuje komendant posterunku lub dowódca grupy terenowej.

## Działalność
Straż Parku powstała w 1991 na mocy ustawy o ochronie przyrody (art. 18). Wcześniej w parkach narodowych funkcjonowały posterunki Straży Leśnej.
Straż Parku w Ojcowskim Parku Narodowym powstała w grudniu 1998; zatrudnia czterech funkcjonariuszy. W 2011 Straż Parku Kampinoskiego Parku Narodowego podjęła współpracę z Policją. W okresie objętym kontrolą Najwyższej izby Kontroli (od 1 stycznia 2013 do 30 czerwca 2015) strażnicy i policjanci Komendy Stołecznej Policji przeprowadzili 64 wspólne patrole. Służyły one podnoszeniu kwalifikacji funkcjonariuszy SP, a policjantom umożliwiły szczegółowe zapoznanie się z terenami parku narodowego. NIK oceniła, że podobna współpraca mogłaby być praktykowana przez wszystkie służby i straże.
Straż Parku w Wigierskim Parku Narodowym realizowała w 2016 zadania ochronne w czteroosobowej obsadzie (komendant i trzech strażników), którą wspomagali wyznaczeni pracownicy Służby Parku Narodowego. W tym okresie funkcjonariusze SP przeprowadzili 355 patroli na lądzie i na wodach, z czego cztery zrealizowali wspólnie z policjantami z Komendy Miejskiej Policji w Suwałkach. W trakcie patroli wylegitymowano 260 osób, z których 101 pouczono o konieczności przestrzegania obowiązujących na terenie parku przepisów. Na jedną osobę, wędkującą na wodach nieudostępnionych, nałożono grzywnę w wysokości 200 zł. Ponadto zabezpieczono kilkadziesiąt sztuk sprzętu kłusowniczego, a w trakcie zasadzek ujęto trzech kłusowników.
Od stycznia do początku października 2016 funkcjonariusze Straży Parku Tatrzańskiego Parku Narodowego nałożyli ok. 150 mandatów karnych na kwotę ok. 20 tys. zł. Ponadto pouczyli ok. 10 tys. osób, którzy dopuścili się wykroczeń lub złamali ustawę o ochronie przyrody. Tożsamość części ukaranych ustalono na podstawie materiałów zamieszczanych przez nich samych w portalach społecznościowych. W 2016 Straż Parku w Magurskim Parku Narodowym przeprowadziła 306 patroli, dokonała 64 interwencji, nałożyła dwa mandaty karne i udzieliła 62 pouczeń. Funkcjonariusze ujawnili i zarejestrowali jeden przypadek nielegalnego wyrębu i kradzieży drzew. Ponadto stwierdzili jeden przypadek kłusownictwa jelenia i dwa przypadki kradzieży mienia.
Według stanu z 2016 wszystkie Straże Parku posiadały 124 sztuki broni palnej bojowej i innej, sześć paralizatorów i 71 miotaczy substancji obezwładniających. Dostęp do broni, według stanu z 30 czerwca 2015, posiadało 100 funkcjonariuszy Straży Parku w 22 parkach narodowych. Podczas kontroli Najwyższej Izby Kontroli w Słowińskim, Wielkopolskim, Tatrzańskim i Kampinoskim Parku Narodowym stwierdzono, że w latach 2013–2015 broń służbowa została wykorzystana dwukrotnie przez funkcjonariuszy Straży Parku TPN celem dobicia rannego zwierzęcia. W pozostałych jednostkach nie wystąpiły przypadki użycia broni służbowej, nie odnotowano też jej utraty.

## Szkodnictwo leśne w parkach narodowych

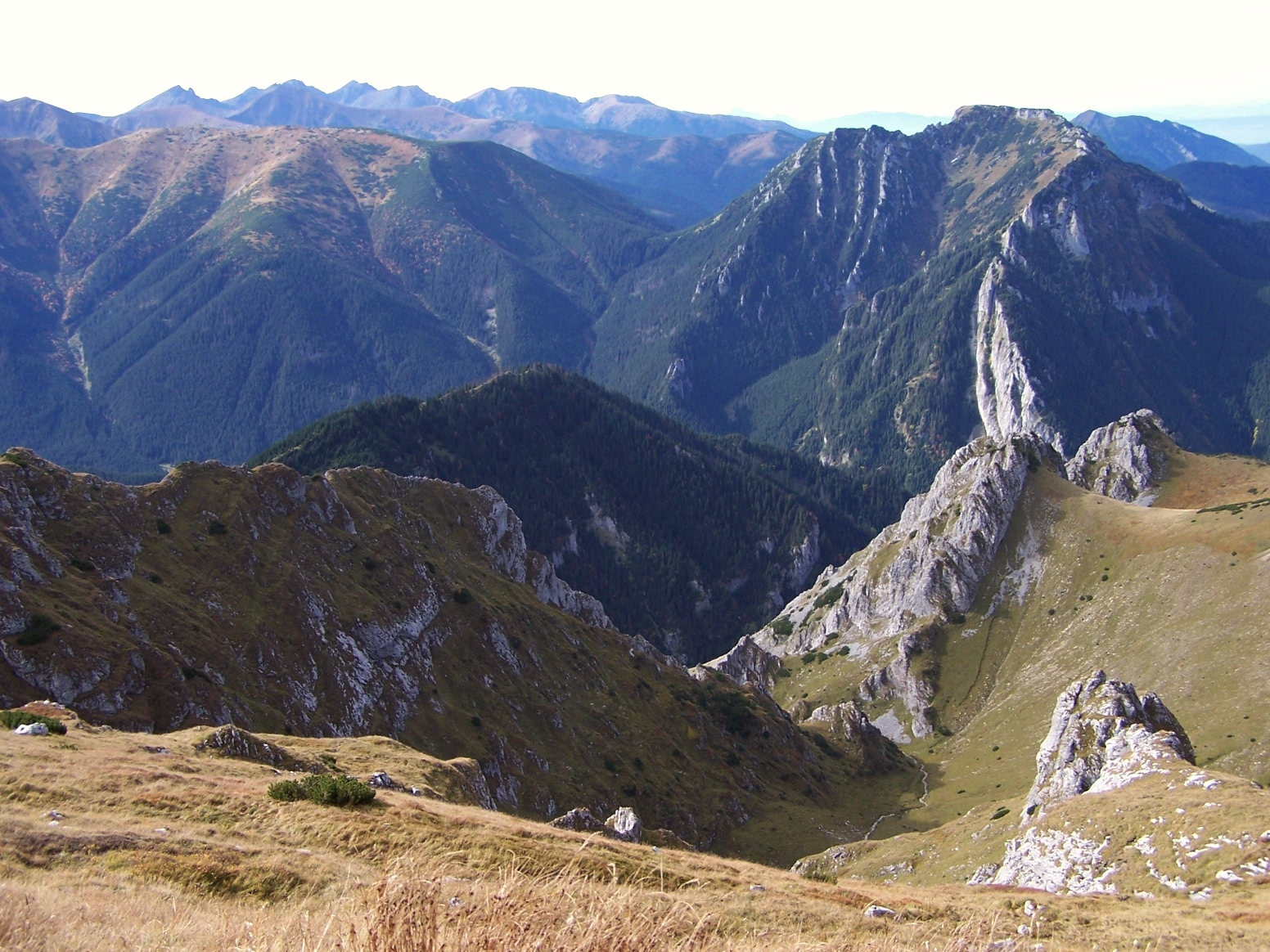
Tatrzański Park Narodowy

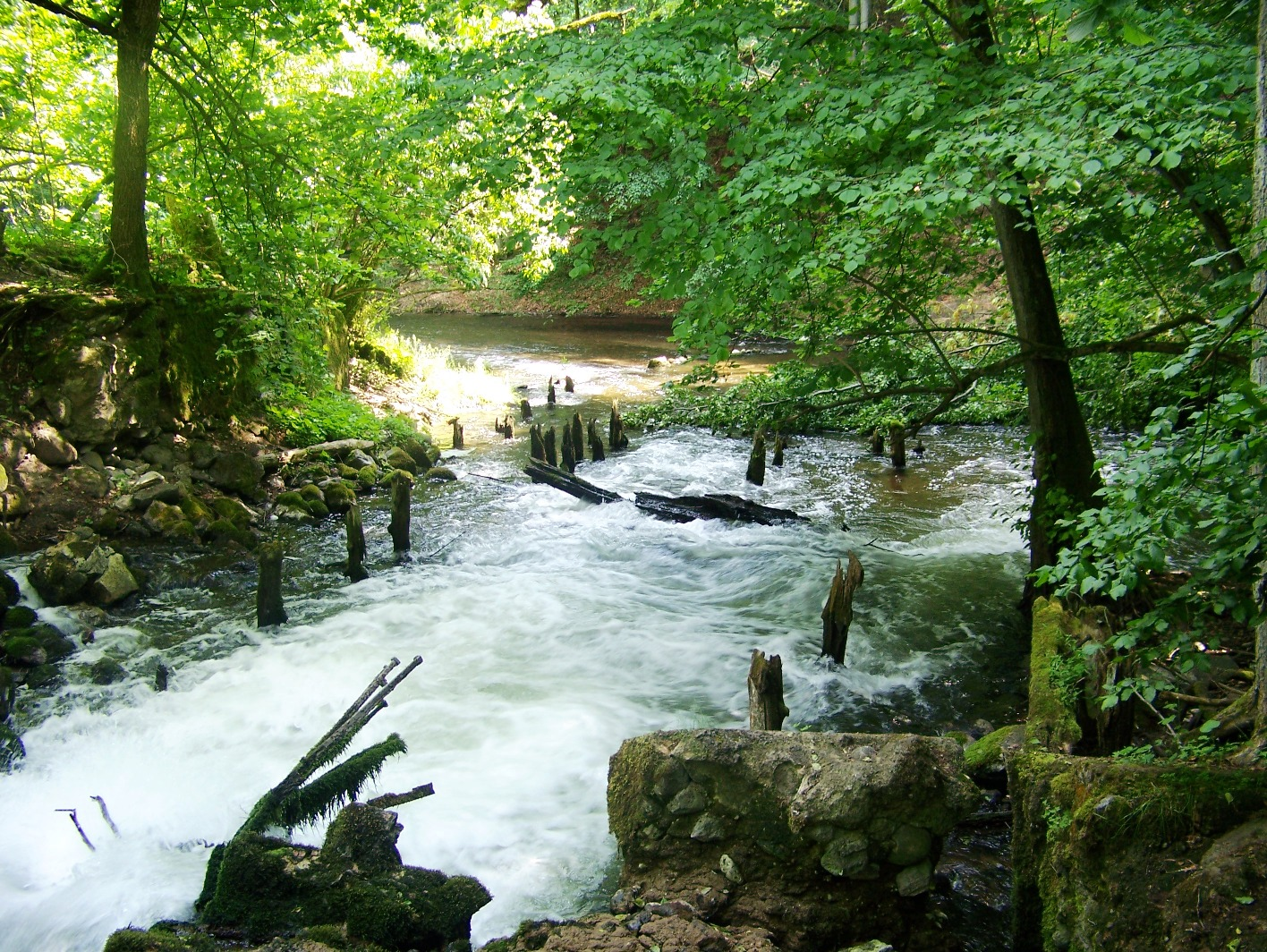
Drawieński Park Narodowy

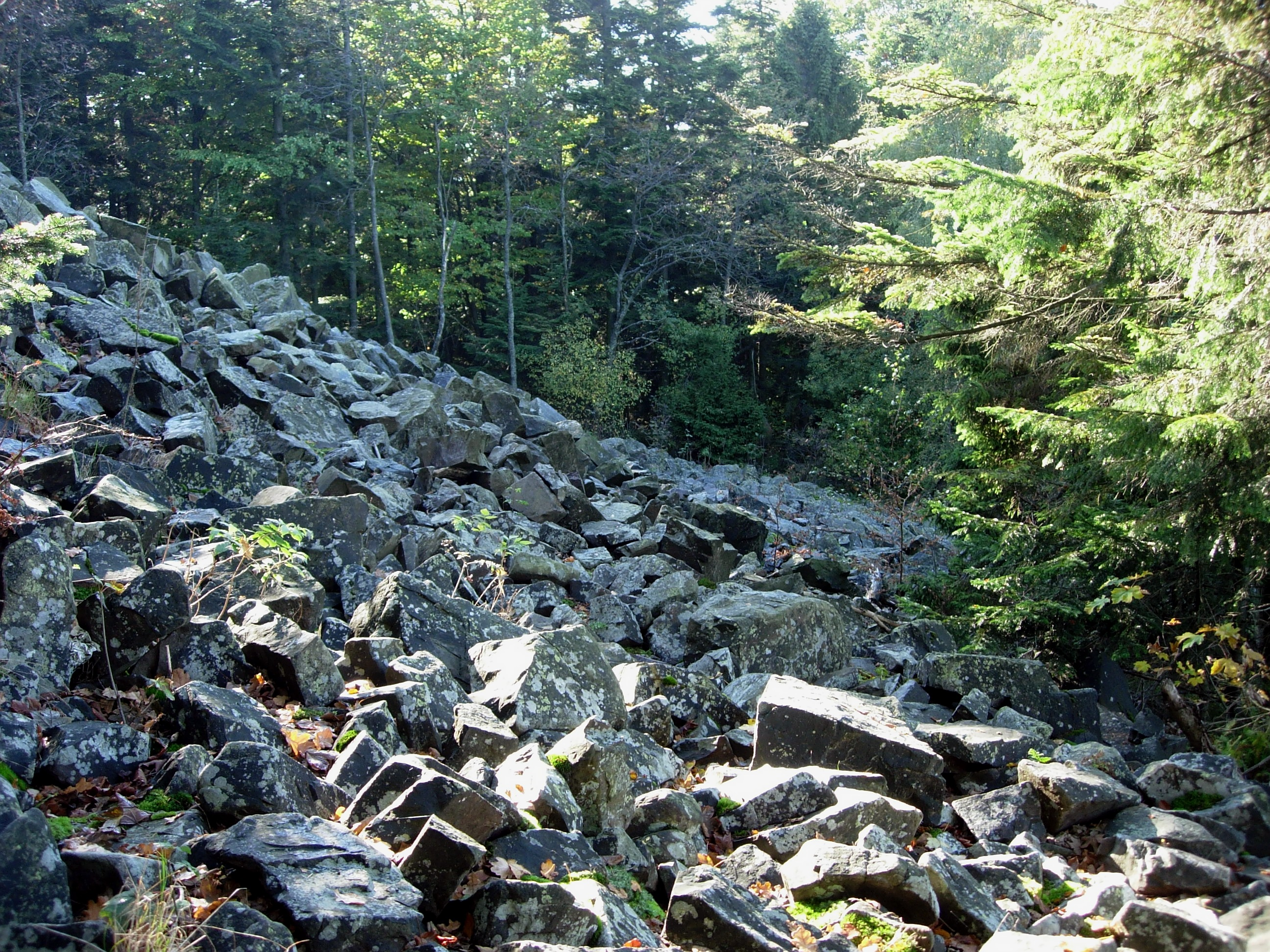
Świętokrzyski Park Narodowy

| Lp.                                                  | Park narodowy   | Funkcjonariusze Straży Parku | Funkcjonariusze Straży Parku | Funkcjonariusze Straży Parku | Liczba wszczętych spraw | Windykacja należności (zł) | Liczba przypadków kradzieży drewna | Skradzione drewno (m³) | Liczba przypadków kłusownictwa |
| Lp.                                                  | Park narodowy   | 2008                         | 2012                         | 2016                         | 2016                    | 2016                       | 2016                               | 2016                   | 2016                           |
| ---------------------------------------------------- | --------------- | ---------------------------- | ---------------------------- | ---------------------------- | ----------------------- | -------------------------- | ---------------------------------- | ---------------------- | ------------------------------ |
| 1.                                                   | Babiogórski     | 3                            | 4                            | 4                            | 3                       | –                          | –                                  | –                      | –                              |
| 2.                                                   | Białowieski     | 3                            | 3                            | 3                            | –                       | –                          | –                                  | –                      | –                              |
| 3.                                                   | Biebrzański     | 10                           | 10                           | 9                            | 5                       | 11 937,0                   | 1                                  | 9,8                    | 1                              |
| 4.                                                   | Bieszczadzki    | 4                            | 5                            | 6                            | 1                       | –                          | –                                  | –                      | –                              |
| 5.                                                   | Bory Tucholskie | 2                            | 3                            | 3                            | –                       | –                          | –                                  | –                      | –                              |
| 6.                                                   | Drawieński      | 3                            | 4                            | 4                            | 1                       | –                          | 1                                  | 18,5                   | 2                              |
| 7.                                                   | Gorczański      | 3                            | 2                            | 2                            | 5                       | –                          | 1                                  | 2,9                    | –                              |
| 8.                                                   | Gór Stołowych   | 3                            | 3                            | 3                            | 12                      | –                          | 3                                  | 6,2                    | –                              |
| 9.                                                   | Kampinoski      | 12                           | 11                           | 10                           | –                       | 336,0                      | 2                                  | 7,2                    | –                              |
| 10.                                                  | Karkonoski      | 4                            | 7                            | 7                            | –                       | –                          | –                                  | –                      | –                              |
| 11.                                                  | Magurski        | 3                            | 3                            | 4                            | –                       | –                          | 1                                  | 0,6                    | 1                              |
| 12.                                                  | Narwiański      | 4                            | 4                            | 4                            | 2                       | –                          | –                                  | –                      | –                              |
| 13.                                                  | Ojcowski        | 4                            | 4                            | 4                            | –                       | –                          | –                                  | –                      | –                              |
| 14.                                                  | Pieniński       | 4                            | 4                            | 4                            | 28                      | 150,0                      | 1                                  | 1,0                    | 1                              |
| 15.                                                  | Poleski         | 4                            | 3                            | 3                            | –                       | –                          | –                                  | –                      | 7                              |
| 16.                                                  | Roztoczański    | 4                            | 5                            | 3                            | 2                       | 150,0                      | 2                                  | 2,4                    | –                              |
| 17.                                                  | Słowiński       | 4                            | 5                            | 5                            | 83                      | –                          | 1                                  | 4,0                    | 1                              |
| 18.                                                  | Świętokrzyski   | 6                            | 4                            | 4                            | 47                      | 1048,1                     | 34                                 | 12,1                   | –                              |
| 19.                                                  | Tatrzański      | 10                           | 8                            | 7                            | 6                       | –                          | 5                                  | 41,4                   | 1                              |
| 20.                                                  | Ujście Warty    | 3                            | 3                            | 3                            | –                       | –                          | –                                  | –                      | –                              |
| 21.                                                  | Wielkopolski    | 3                            | 2                            | 2                            | 2                       | –                          | 2                                  | 3,1                    | 1                              |
| 22.                                                  | Wigierski       | 5                            | 4                            | 4                            | –                       | –                          | –                                  | –                      | 3                              |
| 23.                                                  | Woliński        | 3                            | 3                            | 3                            | 5                       | –                          | –                                  | –                      | –                              |
| Razem                                                | Razem           | 104                          | 104                          | 101                          | 202                     | 13 621,1                   | 54                                 | 109,2                  | 18                             |
| Źródło: Główny Urząd Statystyczny (2008, 2012, 2016) |                 |                              |                              |                              |                         |                            |                                    |                        |                                |